# 만디

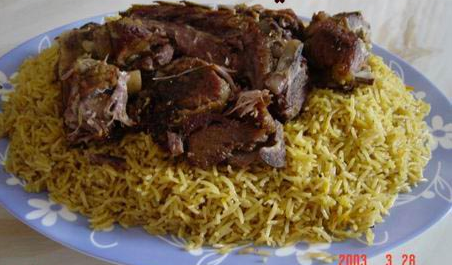
만디

만디는 예멘의 전통 음식이다. 일부 걸프 국가에서도 먹는다.
만디는 보통 쌀, 고기 (양고기 또는 닭고기)와 향신료가 섞인 것으로 만든다. 만디와 다른 고기 요리를 구별하는 주요한 점은 특별한 종류의 오븐인 탄두르 (아랍어로 타분)에서 고기를 요리한다는 것이다. 탄두르는 보통 땅에 파고 구멍 안쪽에 점토로 덮여있다. 만디를 요리하기 위해, 마른 나무는 탄두르에 놓여지고 목탄으로 바뀌는 많은 열을 내기 위해 태워진다. 고기는 목탄에 닿지 않고 탄두르 안에서 매달린다. 그 후, 전체 탄두르 도어가 닫히지만 과도한 연기를 제거하기 위해 통기구가 제공된다. 건포도, 잣, 또는 땅콩은 맛에 따라 쌀에 첨가할 수 있다.

## 같이 보기
- 비리아니
- 캅사
- 만사프
- 하네트
- 꾸지
- 마끌루바
- 필라프
- 파에야
- 나시 케불리